# Davy Commeyne
Davy Commeyne (Roeselare, 14 mei 1980) is een Belgisch wielrenner en veldrijder.

## Carrière
Commeyne werd prof in 2002. Hij zwierf even rond bij kleinere teams, maar kreeg in 2010 toch een contract aangeboden bij Landbouwkrediet. Eerder was hij in 2008 Belgisch kampioen geworden bij de 'renners zonder contract'. Vanaf het seizoen 2013 reed Commeyne voor Accent-Wanty. Zijn voornaamste prestaties waren een achtste plek in Kuurne-Brussel-Kuurne in 2010 en een vierde plek in Eschborn-Frankfurt in 2011.
In 2014 besloot Commeyne terug als 'amateur' te rijden voor Smartphoto Cycling Team. Vanaf 2018 reed hij als 'elite zonder contract' voor het Wielerteam Decock - Van Eyck - Devos Capoen uit Moorsele. Later richtte hij zijn pijlen op gravelkoersen en de MTB-discipline 'strandracen'. In 2024 werd hij Belgisch kampioen gravel bij de masters. Eerder (2018) werd hij ook vice-Belgisch kampioen strandracen.
Hij combineerde het wielrennen met een fulltime job als magazijnier. 

## Erelijst
1997
- Belgisch kampioenschap veldrijden, Junioren

2002
- veldrit Oostende

2003
- veldrit Fond-de-Gras

2004
- veldrit Dottenijs

2008
- 5e etappe Baltyk-Karkonosze-tour
- Belgisch kampioen op de weg, Elite zonder contract

2009
- 1e etappe en eindwinst 2-daagse der Gaverstreek
- 4e rit Mi-aout Bretonne UCI 2.2
- Oudenburg

2011
- Tienen

## Resultaten in voornaamste wedstrijden
| Jaar | Gent-Wevelgem | Ronde van Vlaanderen | Amstel Gold Race | Luik-Bast.‑Luik | Kuurne-Brussel-Kuurne | Eschborn-Frankfurt |
| ---- | ------------- | -------------------- | ---------------- | --------------- | --------------------- | ------------------ |
| 2010 | 39e           |                      |                  | 130e            | 8e                    |                    |
| 2011 | 59e           | 79e                  |                  | 62e             |                       | 4e                 |
| 2012 |               | 56e                  | 45e              | 68e             | 27e                   |                    |

Wielerploegen van Davy Commeyne
Baeyens · Becker · Bracke · Commeyne · Daelman · E.De Clercq · M.De Clercq · De Groote · De Meester · De Smet · Hammond · Leukemans · Leysen · Omloop · Pauwels · Penne · Roesems · S.Scheirlinckx · Thijs · Trouvé · Van Dyck · Vanderaerden · Vannoppen · Vansevenant · Vermaut · Wuyts · Roland (stagiair) · Vanhoudt (stagiair) 
Commeyne · Daelman · M.De Clercq · De Groote · De Smet · De Waele · De Wolf · Hammond · Koehler · Lembo · Leukemans · Omloop · Pauwels · Penne · Roesems · Roodhooft · Thijs · Trouvé · Van Dyck · Vanderaerden · Vanhaecke · Vannoppen · Wuyts · Barras (stagiair) · De Schrooder (stagiair) · Hovelijnck (stagiair) 
Castresana · Coenen · Commeyne · Day · De Clercq · De Smet · Gabriel · Hammond · Hunt · Koehler · Lembo · Leukemans · Omloop · Planckaert · Renders · Roodhooft · Thijs · Trouvé · Van de Wouwer · Vandenbroucke · Vanderaerden · Vanhaecke · Vannoppen · Wuyts · Duyck (stagiair) · Habeaux (stagiair) · Steenbergen (stagiair)
Boucher · Bouquet · Castresana · Coenen · Commeyne · Day · Gabriel · Gardeyn · Hunt · Laidoun · Omloop · Paumier · Planckaert · Pronk · Renders · Roodhooft · Šimůnek · Thijs · Traksel · Trouvé · Van de Wouwer · van Dijk · Vandenbroucke · Vanderaerden · Vanhaecke · Vannoppen · Wuyts · De Gruyter (stagiair) · De Leener (stagiair) · Suray (stagiair)
Albert · Commeyne · Daelmans · De Gruyter · Geluykens · Huys · Ilegems · Penne · Roodhooft · Šimůnek · Smeulders · Van Den Bosch · E.van IJzendoorn · R.van IJzendoorn · Vannoppen · Wuyts
Albert · Commeyne · De Gruyter · Denolf · Huys · Penne · Renders · Roodhooft · Šimůnek · Streel · Traksel · Van Den Bosch · Van Den Brande · E.van IJzendoorn · R.van IJzendoorn · Van Loocke · Wijnands · Wuyts
Amorison · Barbé · Bellemakers · Bertrand · Boucher · Caethoven · Commeyne · De Waele · Dekkers · Delfosse · Dockx · Drouilly · Gourgue · Neirynck · Nys · K. Peeters · Planckaert · Ricci Poggi · Scheirlinckx · Van den Haute · Verheyen · Barteau (stagiair) · De Scheemaeker (stagiair)
Amorison · Baestaens · Barbé · Bellemakers · Breyne · Cammaerts · Commeyne · De Waele · Dekkers · Delfosse · Dockx · Gourgue · Helminen · Honig · Juodvalkis · Kruopis · Nys · K. Peeters · Planckaert · Scheirlinckx · Stallaert · Traksel · Vanthourenhout · Verheyen
Amorison · Baestaens · Barbé · Bellemakers · Breyne · Bueken · Claeys · Cohnen · Commeyne · Delfosse · Devillers · De Waele · Helminen · Honig · Hovelijnck · Juodvalkis · Nys · K. Peeters · Planckaert · Stallaert · Traksel · Vanthourenhout · Backaert (stagiair) · Van Driessche (stagiair)
Caethoven · A.Cappelle · Commeyne · Degand · De Troyer · Drucker · Gilbert · Habeaux · Jans · Napolitano · Routley · Scheirlinckx · van Dijk · Van Goolen · Van Melsen · Vanlandschoot · Verraes · Vogondy · Nardelli (stagiair) · Seynaeve (stagiair)